# BiS
BiS(비스)는 일본의 여성 아이돌 그룹이다. 소속 사무소는 주식회사 츠바사 플러스, WACK. 소속 레이블은 ULTRA STUPiD RECORDS.

## 개요

### 제1기 (2010년 ~ 2014년)
가수로서 활동했던 푸 루이가 음악 방송 정보 사이트 OTOTOY에서의 인터뷰에서 「아이돌 그룹이 하고 싶었다」고 발언
. 이것을 발단으로 공개 멤버 전형 오디션을 실시해, 2010년 11월부터 활동을 개시. 매니지먼트는 와타나베 쥰노스케, 사운드 프로듀스는 마츠쿠마 켄타가 담당.
일본어 명칭으로서 「신생 아이돌 연구회」, 영어 명칭으로서 「Brand-new idol Society」라고 호칭 · 기술된다. 이름 그대로 결성 초기에는 「아이돌을 연구하고 아이돌이 되려는, 아이돌이 되고 싶은 4인조」를 콘셉트에, 자급자족을 모토로 하며 활동 초기에는 안무와 행사 부킹도 직접 했다.또 난바 카즈미를 강사로 하여 「OTOTOY 아이돌 연구실」의 학생으로서 수업을 받은 적도 있다.
전대미문의 프로모션 수법(로망 유코에 이르기를, 「쇼와의 신일본 프로레슬링 적인 트러블을 트러블로 해결하는 현실과 시나리오가 교차하는 염상 상법」）이 유명해졌으며, 특히 1st 싱글 「My Ixxx」의 뮤직 비디오에서는 멤버들이 전라에 가까운 상태로 출연해 화제를 모았다.
일본 무도관에서의 해산 콘서트를 목표로 활동하고 있었지만, 무도관 측에서 NG가 나면서 회장을 요코하마 아레나로 변경. 2014년 7월 8일 「BiS 나름의 무도관」이라는 명명된 공연을 기해 해체되었다.

### 제2기 (2016년 ~ 2019년)
해체 2년 후인 2016년 7월 8일, 푸 루이, 와타나베, 마츠쿠마가 새로운 멤버를 모집한 후 본격적인 재시동 발표.
BiS1st(비스 퍼스트), BiS2nd(비스 세컨드)의 2부제 「BiS. LEAGUE」의 도입, 폐지를 거쳐 2019년 4월부터 5월에 걸쳐 실시하는 전국 투어 「BiS Are you ready to go? TOUR」를 마지막으로 해산을 발표. 이에 따라 재결성 오디션 개최가 발표되었다.

### 제3기 (2019년 ~ 2025년)
해산 한 달 후인 2019년 6월 11일 시동.
2025년 1월 12일, 히비야 야외 음악당에서 개최된 라스트 라이브 「Finale of third BiS」를 기해 그룹을 해산. 제1기의 시작으로부터 14년 2개월의 역사에 막을 내렸다.

## 구성원

### 제3기
- 토기 (トギー)
- 나노3 (ナノ3)[10]
- 휴가 (ヒューガー)
- 이코 무겐노카나타 (イコ・ムゲンノカナタ)
- 쿠레나이 왈즈엔드 (クレナイ・ワールズエンド)

### 전 구성원

#### 제1기
최종 구성원
- 푸 루이 (プー・ルイ)
- 히라노 노조미 (ヒラノノゾミ)
- 카미야사키 (カミヤサキ)
- 텐텐코 (テンテンコ)
- 퍼스트 서머 우이카 (ファーストサマーウイカ)
- 코쇼지 메구미 (コショージメグミ)

전 구성원
- 요코야마 리나 (ヨコヤマリナ)
- 나카야마 유키코 (ナカヤマユキコ)
- 와키사카 유리카 (ワキサカユリカ)
- 테라시마 유후 (テラシマユフ)
- 미치바야시 리오 (ミチバヤシリオ)

종신 명예 구성원
- 코시노 쥰코 (コシノジュンコ)

#### 제2기
최종 구성원
- 키카 프론트 프론탈 (キカ・フロント・フロンタール)
- 페리 우부 (ペリ・ウブ)
- 아야 에이트프린스 (アヤ・エイトプリンス)
- 고 질라 (ゴ・ジーラ)
- 판 루나리피 (パン・ルナリーフィ)
- 토리아에즈 하나(トリアエズ・ハナ)
- 무로파나코 (ムロパナコ)
- 뮤클럽(ミュークラブ)
- YUiNA EMPiRE

전 구성원
- 푸 루이 (プー・ルイ)
- 카미야사키 (カミヤサキ)
- 모모랜드 (ももらんど)
- 넬 네루 (ネル・ネール)

#### 제3기
- 마나코 치 마나코 (マナコ・チー・マナコ)
- 스스 데스 (ズズ・デス)
- 챤토몽키 (チャントモンキー)
- 이토 무센시티부 (イトー・ムセンシティ部)
- 네오 트리즈 (ネオ・トゥリーズ)
- 시온에픽 (シオンエピック)

## 작품

### 싱글
| #     | 발매일           | 타이틀                                                                         | 순위  | 비고                            |
| 제1기 | 제1기            | 제1기                                                                          | 제1기 | 제1기                           |
| ----- | ---------------- | ------------------------------------------------------------------------------ | ----- | ------------------------------- |
| 1     | 2011년 8월 3일   | My Ixxx                                                                        | 83위  |                                 |
| 2     | 2011년 10월 19일 | nerve                                                                          | -     | 타워 레코드 한정 원코인 싱글    |
| 3     | 2011년 12월 21일 | primal.                                                                        | 64위  |                                 |
| 4     | 2012년 1월 31일  | 豆腐                                                                           | -     | 착신 한정 싱글                  |
| 5     | 2012년 4월 11일  | IDOL                                                                           | 41위  |                                 |
| 6     | 2012년 7월 18일  | PPCC                                                                           | 31위  |                                 |
| 7     | 2013년 1월 9일   | GET YOU                                                                        | 11위  |                                 |
| 8     | 2013년 3월 13일  | BiSimulation                                                                   | 14위  |                                 |
| 9     | 2013년 6월 16일  | DiE                                                                            | 6위   |                                 |
| 10    | 2013년 9월 18일  | Fly/Hi                                                                         | 8위   |                                 |
| 11    | 2014년 1월 22일  | STUPiG                                                                         | 7위   |                                 |
| 12    | 2014년 5월 28일  | FiNAL DANCE/nerve                                                              | 4위   |                                 |
| 제2기 |                  |                                                                                |       |                                 |
| 1     | 2017년 5월 31일  | SOCiALiSM                                                                      | 13위  |                                 |
| 2     | 2017년 10월 14일 | I can't say NO!!!!!!!                                                          | 5위   |                                 |
| 3     | 2018년 3월 7일   | WHOLE LOTTA LOVE/DiPROMiSE                                                     | 4위   |                                 |
| 4     | 2018년 7월 4일   | Don't miss it!!                                                                | 4위   | BiS1st                          |
| 4     | 2018년 7월 4일   | Don't miss it!!                                                                | 3위   | BiS2nd                          |
| 5     | 2018년 11월 14일 | アゲンストザペイン                                                             | 6위   | BiS1st                          |
| 5     | 2018년 11월 14일 | アゲンストザペイン                                                             | 5위   | BiS2nd                          |
| 6     | 2019년 3월 20일  | Are you ready?                                                                 | 2위   |                                 |
| 제3기 |                  |                                                                                |       |                                 |
| 1     | 2019년 11월 20일 | DEAD or A LiME                                                                 | 5위   |                                 |
| -     | 2020년 5월 20일  | DESTROY                                                                        | -     |                                 |
| -     | 2020년 6월 17일  | CURTAiN CALL                                                                   | -     |                                 |
| -     | 2020년 7월 8일   | イミテーションセンセーション                                                   | 5위   |                                 |
| -     | 2020년 12월 23일 | COLD CAKE                                                                      | -     | 크레인 게임 경품 수량 한정 등장 |
| -     | 2021년 1월 29일  | COLD CAKE                                                                      | 9위   |                                 |
| 2     | 2021년 5월 26일  | TOUCH ME/LOVE                                                                  | 12위  |                                 |
| -     | 2021년 6월 30일  | IMAGINE?                                                                       | -     |                                 |
| -     | 2021년 7월 29일  | PMA (Positive Mental Attitude)                                                 | -     |                                 |
| -     | 2021년 8월 30일  | BASIS                                                                          | -     |                                 |
| 3     | 2022년 2월 23일  | DA DA DA DANCE SONG                                                            | 3위   |                                 |
| -     | 2022년 4월 22일  | BELiEVE                                                                        | -     | 아날로그반 발매                 |
| 4     | 2022년 7월 6일   | Hey boy hey girl                                                               | 4위   |                                 |
| 5     | 2023년 7월 12일  | イーアーティエイチスィーナーエイチキューカーエイチケームビーネーズィーウーオム | 3위   |                                 |
| 6     | 2023년 11월 8일  | LAZY DANCE                                                                     | 6위   |                                 |

### 앨범
| #     | 발매일           | 타이틀                     | 순위  | 비고                                        |
| 제1기 | 제1기            | 제1기                      | 제1기 | 제1기                                       |
| ----- | ---------------- | -------------------------- | ----- | ------------------------------------------- |
| 1     | 2011년 3월 23일  | Brand-new idol Society     | -     |                                             |
| 2     | 2012년 10월 24일 | IDOL is DEAD               | 30위  |                                             |
| 3     | 2014년 3월 5일   | WHO KiLLED IDOL?           | 14위  |                                             |
| 제2기 |                  |                            |       |                                             |
| 1     | 2016년 11월 16일 | Brand-new idol Society 2   | 24위  |                                             |
| 2     | 2017년 2월 22일  | Re:STUPiD                  | 25위  |                                             |
| 제3기 |                  |                            |       |                                             |
| 1     | 2019년 8월 14일  | Brand-new idol Society     | 9위   |                                             |
| 2     | 2020년 2월 5일   | LOOKiE                     | 6위   |                                             |
| EP    | 2020년 8월 19일  | ANTi CONFORMiST SUPERSTAR  | 7위   |                                             |
| EP    | 2021년 2월 24일  | KiLLiNG iDOLS              | 10위  |                                             |
| 3     | 2024년 2월 28일  | NEVER MiND                 | 6위   |                                             |
| -     | 2024년 9월 4일   | NEVER MiND (NEW TYPE Ver.) | -     | 착신 한정 앨범 NEVER MiND 5인조 재녹음 버전 |

### 커버 앨범
| #     | 발매일          | 타이틀              | 순위  | 비고  |
| 제3기 | 제3기           | 제3기               | 제3기 | 제3기 |
| ----- | --------------- | ------------------- | ----- | ----- |
| 1     | 2021년 12월 1일 | BiS DiVE into ROCKS | 14위  |       |

### 컴필레이션 앨범 · 베스트 앨범
| #     | 발매일           | 타이틀                       | 순위  | 비고                            |
| 제1기 | 제1기            | 제1기                        | 제1기 | 제1기                           |
| ----- | ---------------- | ---------------------------- | ----- | ------------------------------- |
| 1     | 2012년 9월 26일  | びすけて                     | -     | 빌리지 뱅가드 한정 미니 앨범    |
| 2     | 2014년 1월 22일  | お試しBEST!!                 | -     |                                 |
| 3     | 2014년 7월 2일   | うりゃおい!!!                | 11위  |                                 |
| 제3기 |                  |                              |       |                                 |
| 1     | 2020년 11월 25일 | "プロパガンダ"と"PROPAGANDA" | -     | 타워 레코드 한정 팬 셀렉트 앨범 |

### 그 외
| #     | 발매일           | 타이틀                              | 순위  | 비고                                        |
| 제1기 | 제1기            | 제1기                               | 제1기 | 제1기                                       |
| ----- | ---------------- | ----------------------------------- | ----- | ------------------------------------------- |
| 1     | 2012년 9월 26일  | ABiSCDiS                            | -     | 스플릿 바이널 (타워 레코드 한정 아날로그반) |
| 2     | 2013년 10월 10일 | でんでんぱっしょん/IDOL             | -     | 덴파구미.inc와의 스플릿 싱글                |
| 제3기 |                  |                                     |       |                                             |
| 1     | 2021년 11월 23일 | 割礼GIRL/BEGGiNG                    | 14위  | ZOC와의 스플릿 싱글                         |
| 2     | 2021년 11월 30일 | 柏木由紀なりのBiS-ANYTiME ANYTHiNG- | 12위  | 카시와기 유키와의 콜라보 싱글               |